# 불리뉴
불리뉴(프랑스어: Bouligneux)는 프랑스 오베르뉴론알프 앵주의 코뮌이다.

## 지리
동브 지방의 일부를 이루며, 샬라론 강이 동쪽 경계를 이룬다.

## 역사
불리뉴가 처음으로 문헌상에 등장한 것은 885년으로, 당시 마을 이름은 '비쿠스 벨리니아쿰' (vicus Beliniacum)이었다.
1280년에는 보셰 드 코마랭의 영주지가 되었으며 1290년에는 앙리 드 빌라르에게 넘어갔다. 1402년에는 브레스 사보야르드의 일부가 되었으며, 17세기에는 하나의 지역을 이루게 되었다.

## 인구
| 연도 | 인구 | ±%    |
| ---- | ---- | ----- |
| 2006 | 302  | —     |
| 2007 | 304  | +0.7% |
| 2008 | 303  | −0.3% |
| 2009 | 308  | +1.7% |
| 2010 | 309  | +0.3% |
| 2011 | 309  | +0.0% |
| 2012 | 310  | +0.3% |
| 2013 | 304  | −1.9% |
| 2014 | 300  | −1.3% |
| 2015 | 309  | +3.0% |
| 2016 | 319  | +3.2% |

## 같이 보기
- 앵 주의 코뮌 목록